# 道の駅ちくさ
道の駅ちくさ（みちのえき ちくさ）は、兵庫県宍粟市千種町下河野（けごの）にある兵庫県道72号若桜下三河線の道の駅である。

## 施設
- 駐車場
  - 普通車：57台[2]
  - 大型車：2台[2][3]
  - 身障者用：1台[2][3]
- トイレ（いずれも24時間利用可能）
  - 男性：4器（大 1器、小 3器）[2]
  - 女性：4器[2]
  - 身障者用：1器[2]
- レストラン（10:00 - 16:00）[3]
- ふれあい物産館（9:00 - 16:00）[3]
- デイキャンプ場[5]（9:00 - 17:00、宿泊不可）[3]
- ドッグサロン（開設時は「ドッグカフェ」）[4][5]
- ドッグラン[3][5]（9:00 - 17:00）

### 管理団体
- 設置者：宍粟市
- 指定管理者：社会福祉法人はなさきむら[4][5][6]

千種町内の住民団体が運営を行っていたが、2017年（平成29年）2月より兵庫県佐用郡佐用町の社会福祉法人はなさきむらが運営を引き継いだ。「はなさきむら」は、当駅を作業所の支所として知的障害者の就労支援（就労継続・就労移行）を行っている。

## 休館日
- 毎週木曜日[3][4]

デイキャンプ場・ドッグランは無休。
- 年末年始[3]

## 看板

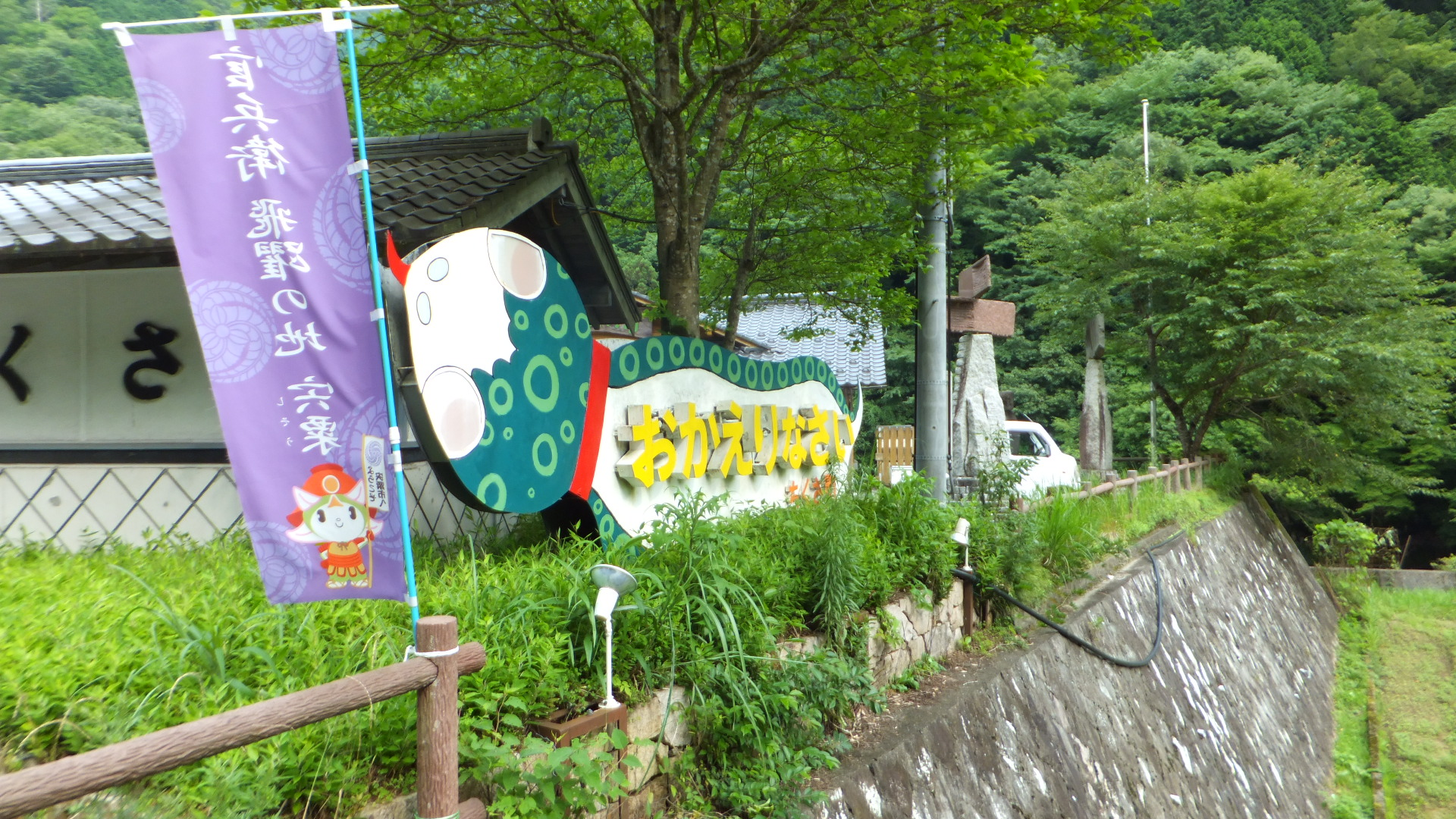
ツチノコの絵

ちくさでは、宍粟郡千種町（当時）がツチノコ生け捕りに2億円を賭けていたことがあり、ツチノコに縁がある地域であることから看板にツチノコの絵、そこにおかえりなさいと書かれてある。2012年7月23日・24日に兵庫県立千種高等学校の生徒による看板の塗り替え作業が行われた。

## アクセス
- 兵庫県道72号若桜下三河線 - 登録路線

自動車
- E2A 中国自動車道 山崎ICより約30分。

## 周辺
- 千種川[5]